# Línea 15 (AUVASA)
La línea 15 de AUVASA unía Valladolid con los barrios de Pinar y Puente Duero, a 10 kilómetros del núcleo urbano. El 2 de enero de 2018, con motivo de una reorganización de líneas, desapareció dando paso a la conexión con Puente Duero mediante las líneas 18 y 19.

## Frecuencias
Antes de su desaparición estas eran sus frecuencias:
| DÍA             | LUGAR DE SALIDA | PRIMER SERVICIO | ÚLTIMO SERVICIO | FRECUENCIA |
| --------------- | --------------- | --------------- | --------------- | ---------- |
| Lunes a sábados | PLAZA CIRCULAR  | 7:15 y 7:30     | 22:00           | 30 min.    |
| Lunes a sábados | PUENTE DUERO    | 7:20 y 8:15     | 22:15           | 60 min.    |
| Lunes a sábados | PINAR           | 7:25 y 7:45     | 22:20           | 30 min.    |
| Festivos        | PLAZA CIRCULAR  | 7:30 y 8:00     | 22:00           | 60 min.    |
| Festivos        | PUENTE DUERO    | 7:30 y 8:00     | 22:00           | 60 min.    |

- Todos los servicios pasaban por Pinar (cada 30 minutos de lunes a sábado y cada hora domingos y festivos), y cada 60 minutos por Puente Duero todos los días.
- Servicios al Pinarillo en días laborables desde el 1 de julio al 15 de septiembre. Resto del año solo sábados y festivos.
  - Salidas de Pza. Circular, Laborables y sábados: 7:30, 11:30, 15:30 y 20:30; Festivos: 8:00, 12:00, 15:00 y 20:00.
  - Salidas de Pinarillo, Laborables y sábados: 8:15, 12:15, 16:15 y 21:15; Festivos: 9:00, 13:00, 16:00 y 21:00.

## Paradas
Antes de desaparecer este es el recorrido que realizaba:
Nota: Al pinchar sobre los enlaces de las distintas paradas se muestra cuanto tiempo queda para que pase el autobús por esa parada.
| Desde Plaza Circular hacia Pinar/Puente Duero | Correspondencia con Líneas: |
| --------------------------------------------- | --------------------------- |
| Pza. Circular 7 esq. Industrias               | 3 17 18 19                  |
| C/ Fidel Recio 1 esq. Alonso Pesquera         | 7 8                         |
| C/ Santuario 5 esq. López Gómez               | 7 8                         |
| Pza. España Bola del Mundo                    | 1 2 7 8                     |
| Pza. Zorrilla 3 esq. Santiago                 | 7                           |
| Pº Zorrilla 52 esq. Pº Hospital militar       | 1 5 7 25                    |
| Pº Zorrilla 88 fte. Pza. de Toros             | 1 2 5 7 9 16 25             |
| Pº Zorrilla 130 El Corte Inglés               | 1 2 5 7 10 16 23 25 C1      |
| Pº Zorrilla 166 fte. antiguo Matadero         | 1 2 5 16 23 25 C1 H         |
| Pº Zorrilla 198 Bº. La Rubia                  | 1                           |
| Pº Zorrilla fte. 153 Vallsur                  | 1                           |
| Cañada Real 74 fte. Vinos Ribera de Duero     | -                           |
| Cañada Real 144 esq. Vega de Valdetronco      | -                           |
| C/ Antonio Machado esq. Pío Baroja            | -                           |
| C/ Pío Baroja 14 esq. Miguel Delibes          | -                           |
| C/ Miguel Delibes 40 esq. Unamuno             | 2                           |
| Ctra. Rueda Veterinaria                       | -                           |
| Ctra. Rueda Hípica Sotogrande                 | -                           |
| Ctra. Rueda Col. Ave María                    | -                           |
| Ctra. Rueda Parque Artillería                 | -                           |
| Ctra. Rueda Piscinas FASA                     | -                           |
| PINAR                                         | -                           |
| Ctra. Rueda fte. Cuartel Teniente Galiana     | -                           |
| C/ Real frente 7 Bº. Girón                    | -                           |
| C/ Real 106 Pza. Damián Tascón Prieto         | -                           |
| Cañada Valdestillas 21                        | -                           |
| *Ctra. Viana esq. Cañada Valdestillas         | -                           |
| *Ctra. Viana junto a Urb. Pinarillo           | -                           |
| Desde Puente Duero hacia Plaza Circular       |                             |
| *Ctra. Viana junto a Urb. Pinarillo           | -                           |
| Cañada Valdestillas 21                        | -                           |
| C/ Real 85 fte. Pza. Damián Tascón Prieto     | -                           |
| C/ Real 7 Bº. Girón                           | -                           |
| Ctra. Rueda Cuartel Teniente Galiana          | -                           |
| PINAR                                         | -                           |
| Ctra. Rueda fte. Parque Artillería            | -                           |
| Ctra. Rueda fte. Col. Ave María               | -                           |
| Ctra. Rueda fte. Hípica Sotogrande            | -                           |
| Ctra. Rueda fte. Veterinaria                  | -                           |
| C/ Miguel Delibes 19 B esq. Unamuno           | 2                           |
| C/ Pío Baroja 9 Ig. San Simón de Rojas        | -                           |
| C/ Antonio Machado esq. José María Pemán      | -                           |
| Cañada Real 131 esq. Vinos de Rueda           | -                           |
| Cañada Real 67 esq. Vinos Ribera de Duero     | -                           |
| Pº Zorrilla 153 fte. Vallsur                  | 1                           |
| Pº Zorrilla 133 Bº. La Rubia                  | 1 U1                        |
| Pº Zorrilla 101 antiguo Matadero              | 1 2 16 23 C2 H              |
| Pº Zorrilla 65 fte. El Corte Inglés           | 1 2 5 7 10 16 23 25 C2 U1   |
| Pº Zorrilla 39 esq. Puente Colgante           | 1 5 7 25                    |
| Pº Zorrilla 1 antiguo Hosp. Militar           | 1 5 12 25                   |
| Pza. Zorrilla Campo Grande                    | 7                           |
| Pza. España 13 fte. Bola del Mundo            | 7 13X 14 16 19              |
| Pza. Cruz Verde 5                             | 3 18 19                     |
| Pza. Circular 7 esq. Industrias               | 3 17 18 19 U1               |

Las paradas con (*) pertenecen a los servicios a El Pinarillo.